# Sigrid Fridman
Sigrid Carolina Sofia Fridman (Haparanda, 23 de noviembre de 1879-Estocolmo, 8 de enero de 1963) fue una escultora sueca conocida por sus esculturas presentes en muchos parques públicos de Suecia, destacando entre ellas el Centauro en el Observatorielunden de Estocolmo.

## Trayectoria
Sigrid Carolina Sofia Fridman nació el 23 de noviembre de 1879 en el municipio de Haparanda del condado de Norrbotten en Suecia. Sus padres eran Mathilda Kristina (de soltera Bruhn) y Karl Gustaf Fridman. Asistió al Instituto de Gimnasia de Arvedson, en Estocolmo, escuela proyectada en 1902 para enseñar a las mujeres las habilidades de la fisioterapia.
Se trasladó a Londres finalizados sus estudios para trabajar de fisioterapeuta  y como afición, comenzó a estudiar escultura alrededor de 1911.  En 1912, se trasladó a París para ampliar su técnica y se matriculó en la Académie de la Grande Chaumière, bajo la tutela de Antoine Bourdelle. Tras estudiar en París durante cuatro años, en 1916 expuso en la Exposición de Primavera de Londres de la Grosvenor Gallery. Desde 1914, mantuvo una relación con la artista Ragnhild Barkman. 
Fridman regresó a Suecia y se instaló en Gotemburgo, donde produjo una serie de obras decorativas. En 1921, la compañía marítima sueca Atlantica le encargó dos estatuas para su nuevo edificio. Realizó un Caballito de mar (Havshästen) y una Morsa (Valrossen), ambas esculturas en granito negro. En la misma época, esculpió otra pieza de granito negro conocida como el Pozo de los Pingüinos (Pingvinbrunnen), que actualmente se encuentra en el Museo Sueco de Historia Natural. Otras piezas conocidas de su época de Gotemburgo son Faunos (Faunerna), Joven saltando (Hukande yngling) y un busto de Torgny Segerstedt.

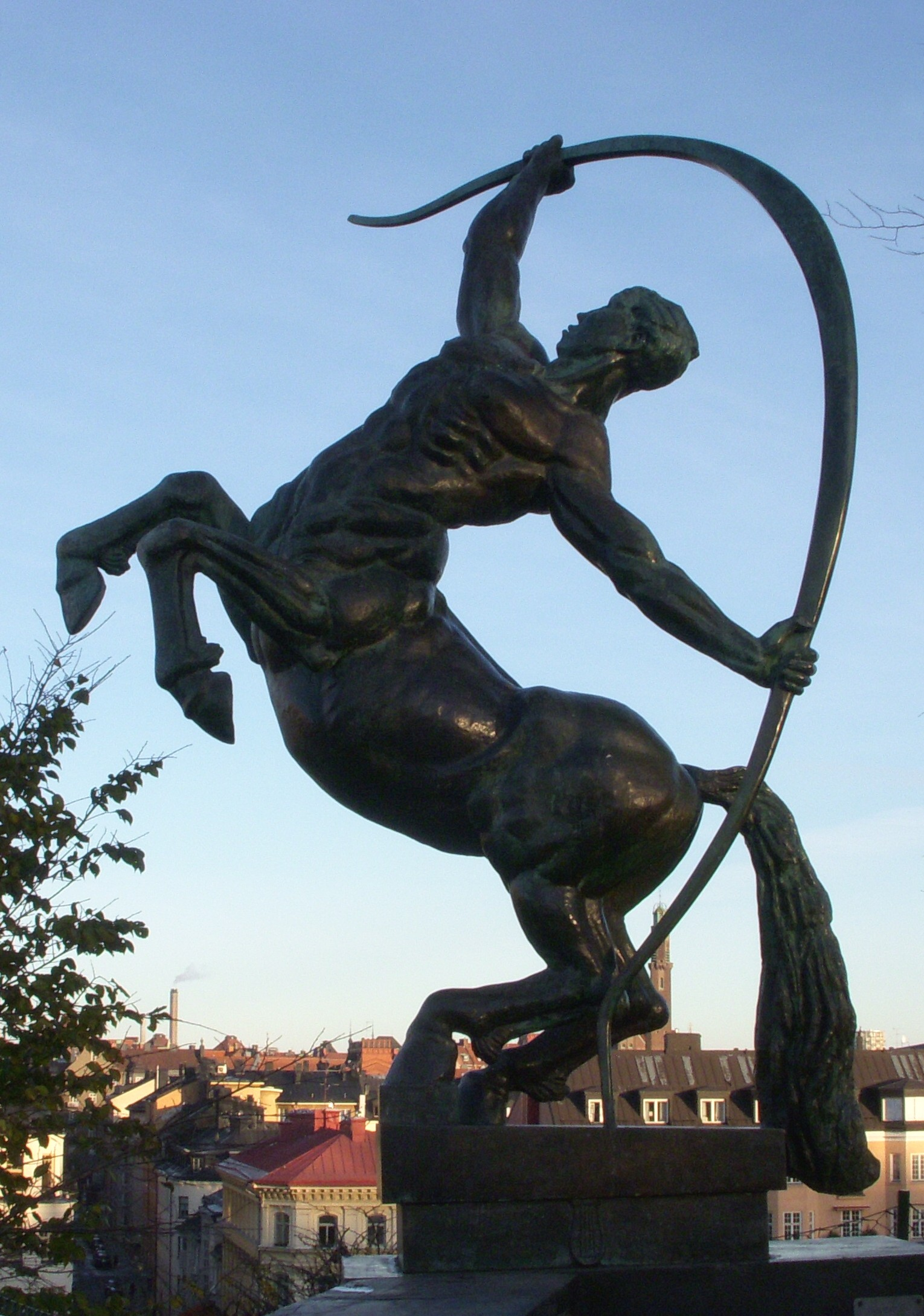
Centauro

Alrededor de 1924, Fridman y Barkman se mudaron a Estocolmo y se hicieron amigas de otra pareja de lesbianas, Klara Johanson y Ellen Kleman.  Pasaron tiempo juntas hasta la muerte de Johanson en 1948. solían pasar sus vacaciones de verano juntas en Rättvik y Masesgården. En un viaje de estudios a Grecia, Fridman y Johanson entablaron una relación romántica, aunque ninguna de las dos dejó a su pareja. En 1927, Fridman creó una escultura de la escritora Fredrika Bremer, lo que provocó un debate sobre si una mujer debía dedicarse a la escultura en serio. Este debate continuó, con muchos colegas masculinos adoptando la postura de que las mujeres sólo debían esculpir retratos de niños o pequeñas piezas que representaran la feminidad, cuando en 1928, Fridman propuso su estatua del Centauro.
La obra Centauro de Fridman se convirtió en su pieza más conocida. Terminada en 1939, también la rodeó una airada polémica, ya que muchos se quejaron de que la figura no tenía sensibilidad cultural, pues los centauros no formaban parte del folclore nacional. La estatua, de bronce, carece de adornos y refleja el poder de la criatura en su fuerte composición. Aunque en un principio Fridman pretendía que la escultura se expusiera al comienzo de la calle de la Biblioteca, se instaló en la colina cercana al observatorio de Observatorielunden, en Estocolmo. En 1948, Johanson publicó un libro en defensa de Fridman y otras mujeres artistas, Sigrid Fridman-och andra konstnärer: en krigskrönika (Sigrid Fridman-y otras artistas: una crónica de guerra).
La estatua de Ellen Key (1953) también fue objeto de un intenso debate, y a medida que la artista envejecía, se volvió más introvertida, aunque siguió trabajando. Varias piezas de su escultura están repartidas por todo el país en espacios públicos, como centauros variantes en Örebro y Bollnäs, una figura de Pan en Härlanda y una fuente en el jardín de Villa Muramaris, cerca de Visby, en Gotlandia. Su última obra, Det droppande trädet (El árbol que gotea), se encuentra en Odengatan, cerca de la Biblioteca Municipal, y se instaló al año siguiente de su muerte.
Murió el 8 de enero de 1963 en la provincia de Estocolmo.

## Galería

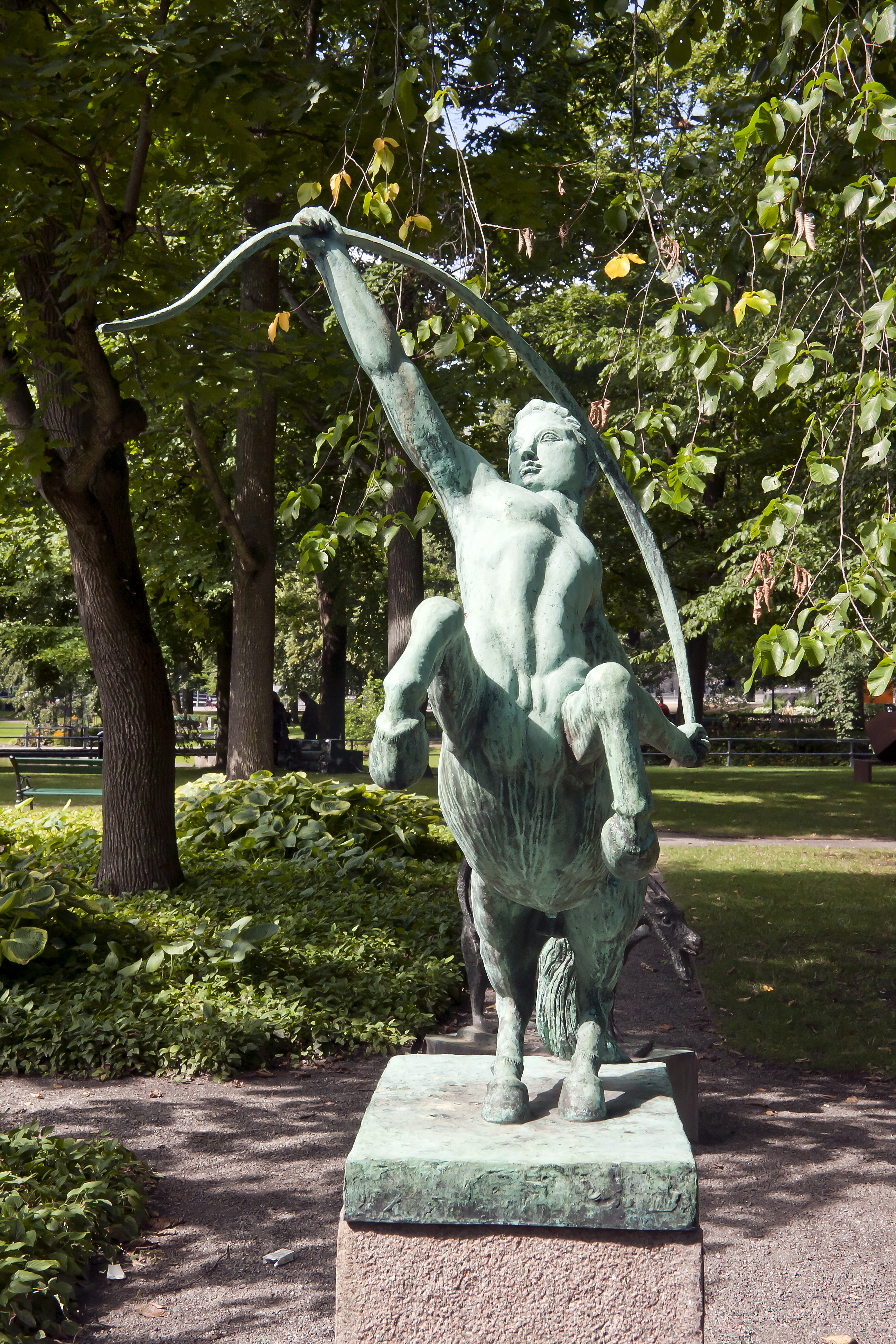
Centauro de Örebro
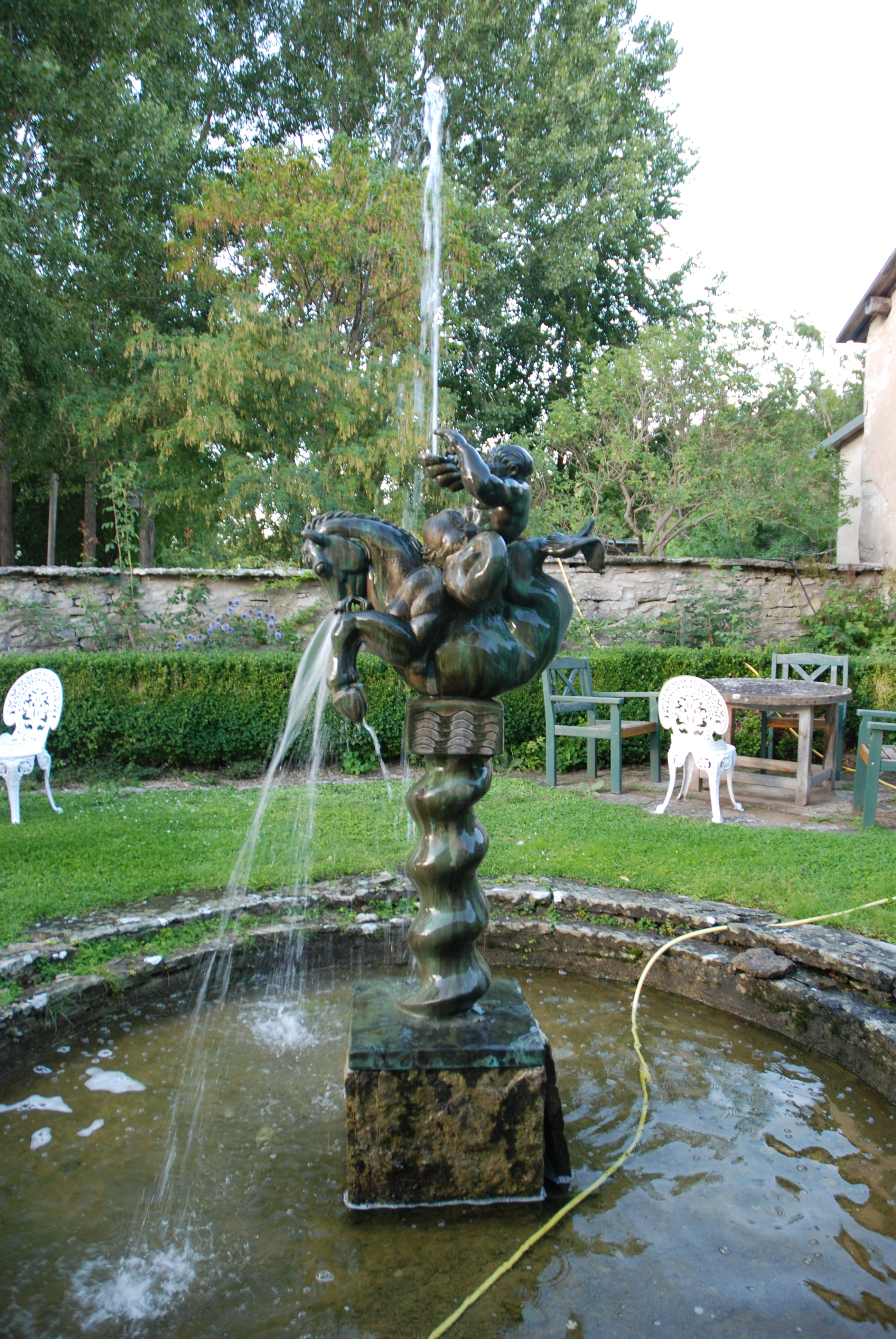
Fuente de Muramaris
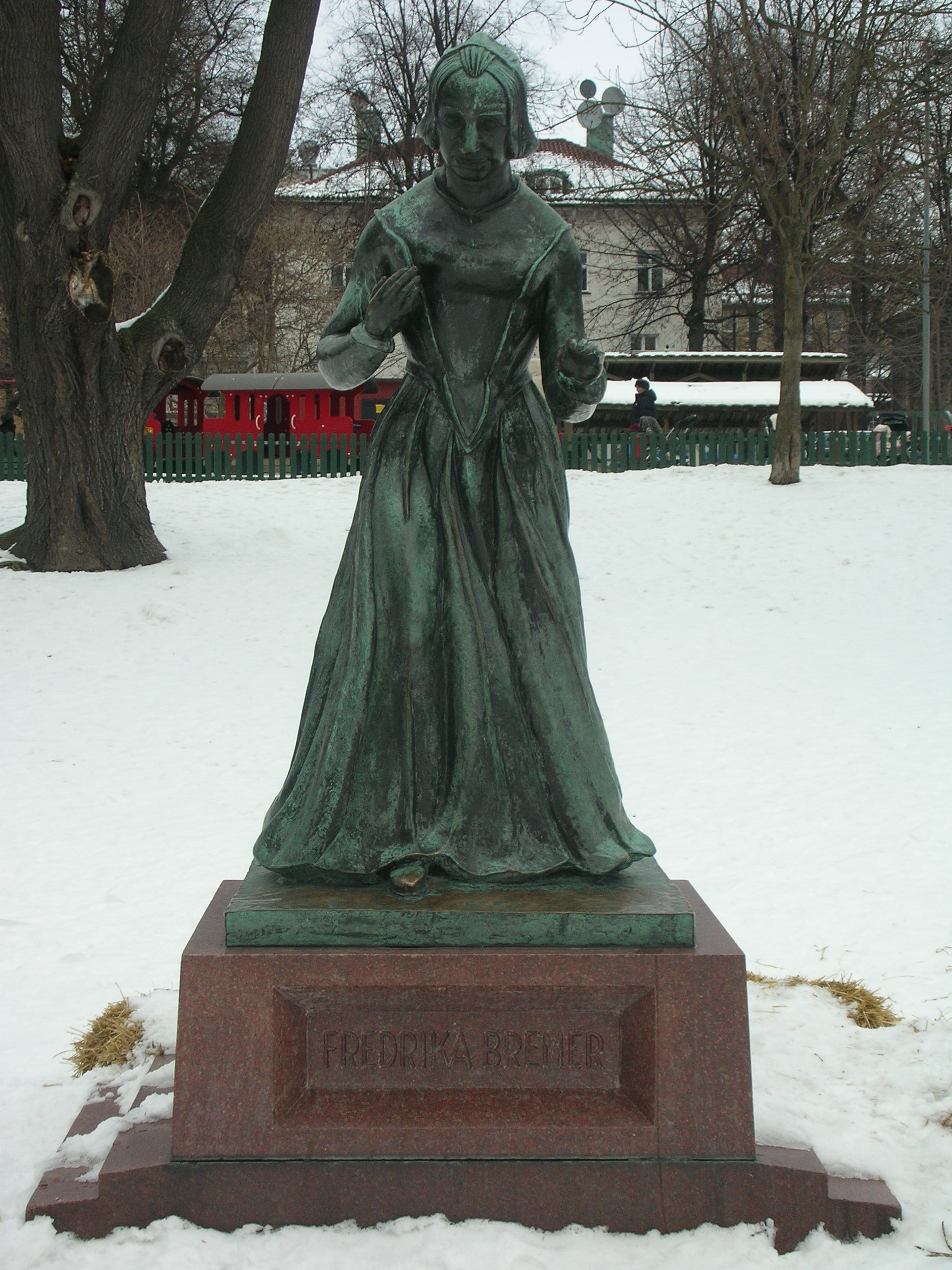
Fredrika Bremer
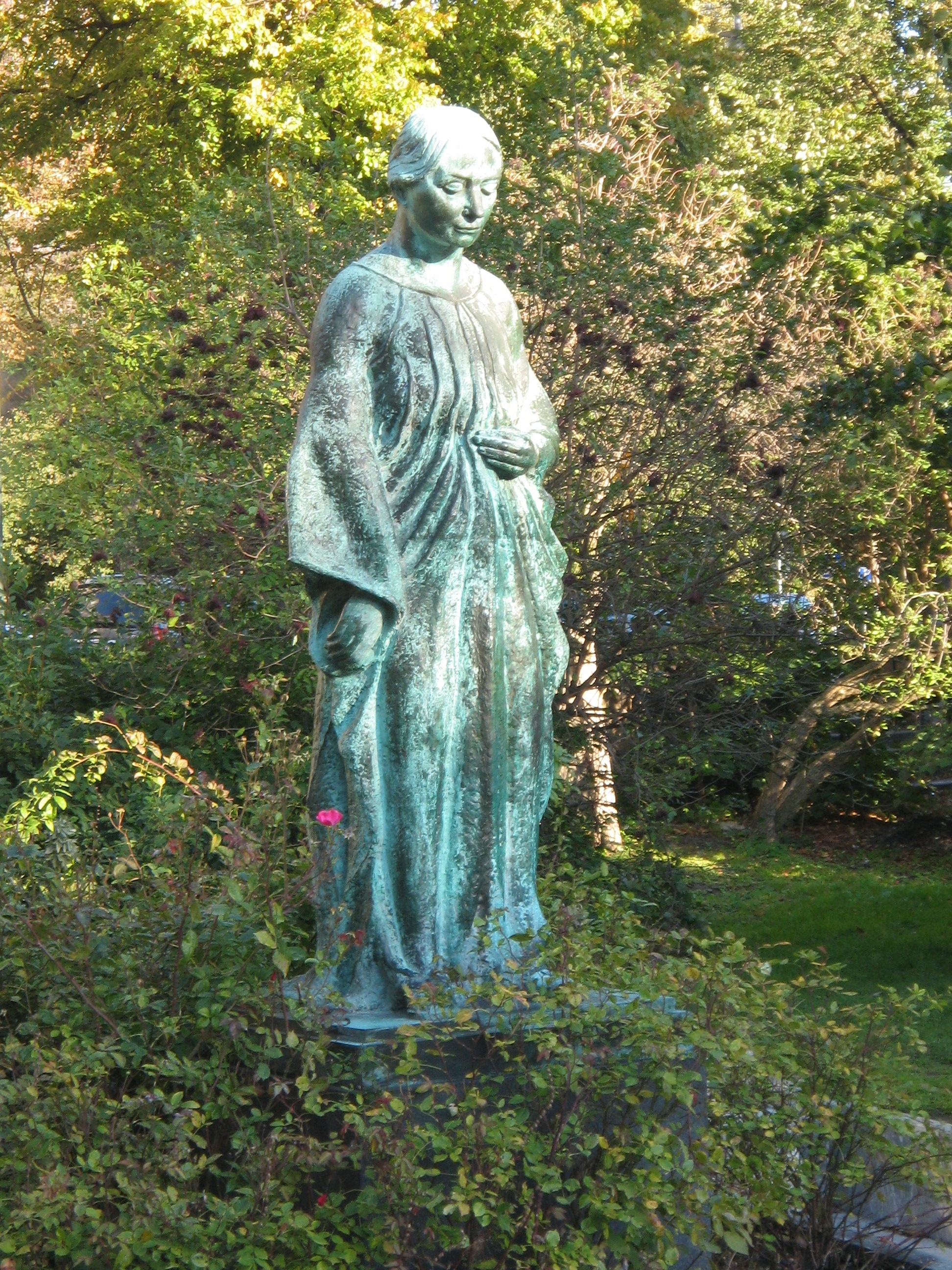
Ellen Key
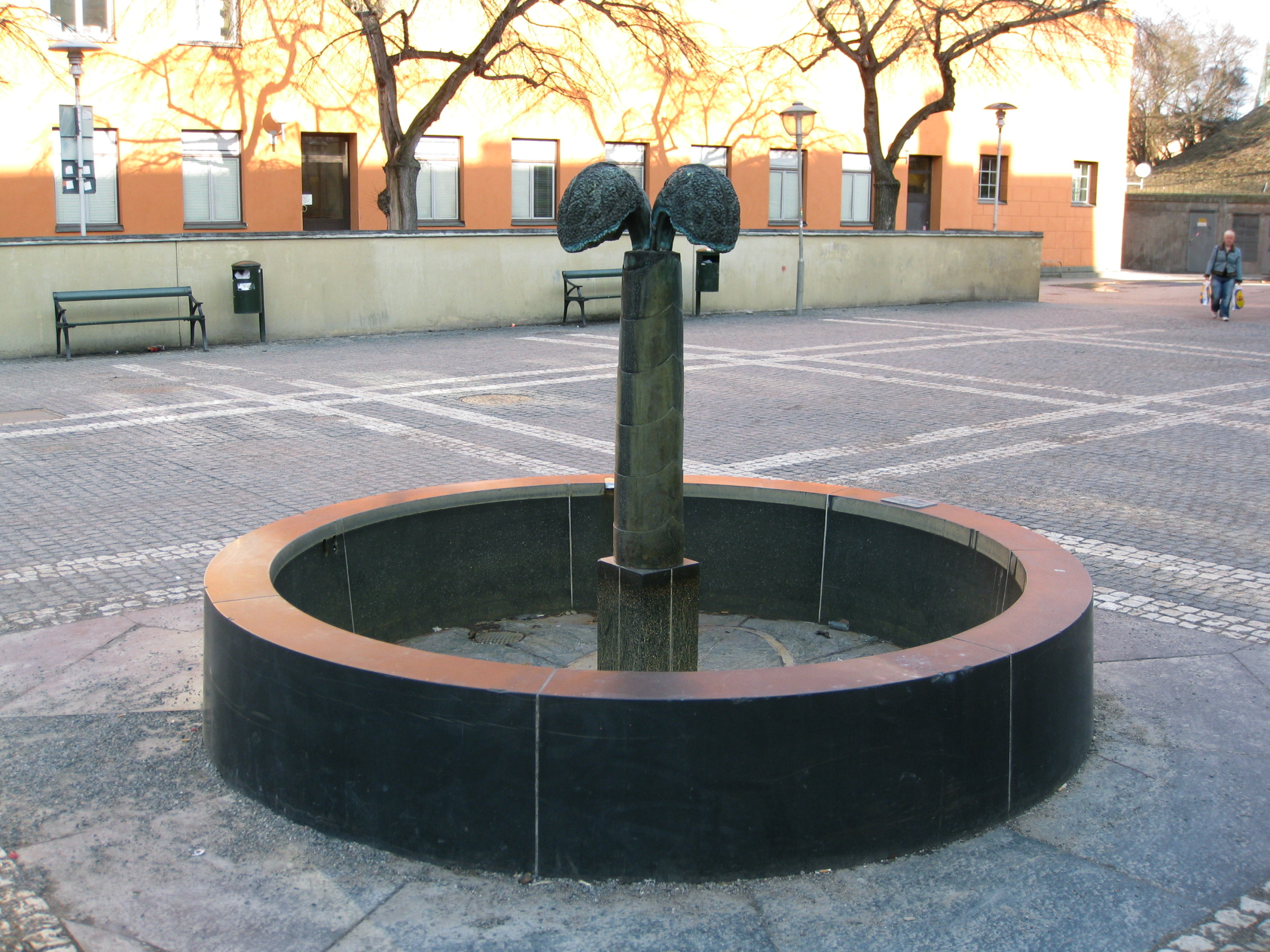
El árbol que gotea